# Телемеханика
Телемеханика:
1. наука об управлении и контроле на расстоянии с передачей (по каналу связи) кодированных электрических или радиосигналов, несущих управляющую информацию или данные о состоянии контролируемого объекта. Объектами телемеханического управления и контроля могут служить технологические процессы, машины, устройства, биологические системы и др.
2. отрасль техники, разрабатывающая, создающая и использующая средства кодирования, передачи и приёма информации по каналам проводной и радиосвязи. В системах телемеханики информация обычно передается в кодированном виде по одному каналу связи. Средства телемеханики используются для телеизмерений и телеуправления объектами энергосистем, газо- и нефтепроводов, атомных электростанций, некоторых химических предприятий, автоматических метеостанций и др.[1]

## История развития телемеханики
Термин «телемеханика» был предложен в 1905 году французским учёным Э. Бранли. Первоначально с понятием телемеханики связывали представление об управлении по радио подвижными военными объектами. Известны случаи применения боевой техники, оснащенной устройствами управления на расстоянии, в 1-й мировой войне.
Практическое применение телемеханики в мирных целях началось в 20-х годах XX века, главным образом на железнодорожном транспорте: телеуправление сигнализацией и стрелками было впервые осуществлено в 1927 на железной дороге в Огайо (США). В 1933 году в Московской энергосистеме (Мосэнерго) введено в эксплуатацию первое устройство телесигнализации. Серийное заводское производство устройств телемеханики в СССР впервые было организовано в 1950 году на заводе «Электропульт».

 Современная техника в процессе своего развития создала ряд сложнейших машин, станков и агрегатов. Ведение технологического процесса, выполняемого этими машинами, настолько усложнилось, что потребовалось создание специальных приборов и аппаратуры, при помощи которых руководство технологическим процессом может быть обеспечено с необходимой точностью, качеством, своевременностью и т. п. В связи с этим за последние годы в мировой технике создалась специальная отрасль науки, названная телемеханикой и автоматикой, которая завоевывает все большее и большее влияние во всех областях техники. Применение автоматики и телемеханики, упрощая конструкцию машин, резко сокращает численность обслуживающего персонала, расход энергии и т. п. Давая требуемую точность работ и высокое качество изделий, автоматика обеспечивает необычайную связанность и непрерывность технологических процессов, возможность регулировать производство в зависимости от термических, механических, физических, химических и других свойств, без вмешательства человека. Она чрезвычайно упрощает управление машинами и агрегатами, допуская при этом управление на больших расстояниях, позволяет организовать усовершенствованный, точный централизованный контроль производства во всех его функциях и переходах. — акад. А. А. Чернышев
Развитие телемеханики шло параллельно с развитием электроники и средств связи. Первые системы строились на релейных схемах. В 1950-х годах на смену реле пришли более компактные полупроводниковые приборы. В конце 1960-х годов началось использование интегральных схем.
В конце 1980-х годов в схемотехнике систем телемеханики произошел качественный скачок. Вместо схем, построенных на жесткой логике, в качестве управляющего элемента стали использовать отдельные программируемые микроконтроллеры. Это позволило гибко адаптировать аппаратуру под решение конкретной задачи путём модификации программы. В 1992 году был изготовлен первый в Беларуси комплекс телемеханики «Сириус», построенный на восьмиразрядных микропроцессорах. Часть программного обеспечения и конфигурация системы загружалась в память контроллеров с ПЭВМ.
Современные программно-технические комплексы строят также на основе микроконтроллеров. В настоящее время это 16 и 32-разрядные системы с высоким быстродействием и достаточным объемом памяти. Всё большее значение имеет программное оснащение контроллеров. Для хранения программ и данных применяют флеш-память, позволяющую легко менять программу и обеспечивать быстрый перезапуск системы в случае сбоя.
На сегодняшний день жёсткая логика, уже на новом технологическом уровне, возвращается как основа особо надёжных телемеханических систем, где недопустим риск отказа программного обеспечения или уязвимость перед киберугрозами. Таковы, например, устройства телеуправления системами безопасности атомных станций и иных опасных производств.
Автором основного принципа телемеханики является отец телемеханики - Бабицкий Вячеслав Александрович.

## Объём и средства телемеханизации
К средствам телемеханизации относятся устройства телеуправления, телесигнализации, телеизмерения, использование звуковой связи исключается из сферы телемеханики.

### Телеуправление (ТУ)
Телеуправление — управление положением или состоянием дискретных объектов и объектов с непрерывным множеством состояний методами и средствами телемеханики. Телеуправление должно предусматриваться в объеме, необходимом для централизованного решения задач по установлению надежных и экономически выгодных режимов работы электроустановок, работающих в сложных сетях, если эти задачи не могут быть решены средствами автоматики.
Телеуправление должно применяться на объектах без постоянного дежурства персонала, допускается его применение на объектах с постоянным дежурством персонала при условии частого и эффективного использования.
Для телеуправляемых электроустановок операции телеуправления, так же как и действие устройств защиты и автоматики, не должны требовать дополнительных оперативных переключений на месте (с выездом или вызовом оперативного персонала).
При примерно равноценных затратах и технико-экономических показателях предпочтение должно отдаваться автоматизации перед телеуправлением.

### Телесигнализация (ТС)
Телесигнализация — вид электросвязи, при котором происходит оповещение центрального пункта о возникновении нежелательной ситуации или происшествия.
Телесигнализация должна предусматриваться:
- для отображения на диспетчерских пунктах положения и состояния основного коммутационного оборудования тех электроустановок, находящихся в непосредственном оперативном управлении или ведении диспетчерских пунктов, которые имеют существенное значение для режима работы системы энергоснабжения;
- для ввода информации в вычислительные машины или устройства обработки информации;
- для передачи аварийных и предупредительных сигналов.

Телесигнализация с электроустановок, которые находятся в оперативном управлении нескольких диспетчерских пунктов, как правило, должна передаваться на вышестоящий диспетчерский пункт путём ретрансляции или отбора с нижестоящего диспетчерского пункта. Система передачи информации, как правило, должна выполняться не более чем с одной ступенью ретрансляции.
Для телесигнализации состояния или положения оборудования электроустановок, как правило, должен использоваться в качестве датчика один вспомогательный контакт или контакт реле-повторителя.

### Телеизмерение (ТИ)
Телеизмерение — получение информации о значениях измеряемых параметров (напряжения, тока, давления, температуры и т. п.) контролируемых и управляемых объектов методами и средствами телемеханики.
Сущность телеизмерения заключается в том, что измеряемая величина, предварительно преобразованная в ток или напряжение, дополнительно преобразовывается в сигнал, который затем передается по каналу связи. Таким образом, передается не сама измеряемая величина, а эквивалентный ей сигнал, параметры которого выбирают так, чтобы искажения при передаче были минимальными.
Телеизмерения должны обеспечивать передачу основных электрических или технологических параметров (характеризующих режимы работы отдельных электроустановок), необходимых для установления и контроля оптимальных режимов работы всей системы энергоснабжения в целом, а также для предотвращения или ликвидации возможных аварийных процессов.
Телеизмерения наиболее важных параметров, а также параметров, необходимых для последующей ретрансляции, суммирования или регистрации, должны выполняться, как правило, непрерывными.
Система передачи телеизмерений на вышестоящие диспетчерские пункты, как правило, должна выполняться не более чем с одной ступенью ретрансляции.
Телеизмерения параметров, не требующих постоянного контроля, должны осуществляться периодически или по вызову.
При выполнении телеизмерений должны учитываться необходимость местного отсчета параметров на контролируемых пунктах. Измерительные преобразователи (датчики телеизмерений), обеспечивающие местный отсчет показаний, как правило, должны устанавливаться вместо щитовых приборов, если при этом сохраняется класс точности измерений.